# Olivia Carnegie-Brown
Olivia Frances Carnegie-Brown, född 28 mars 1991 i Westminster, är en brittisk roddare.
Hon blev olympisk silvermedaljör i åtta med styrman vid sommarspelen 2016 i Rio de Janeiro.